# Medicijnvergiftiging

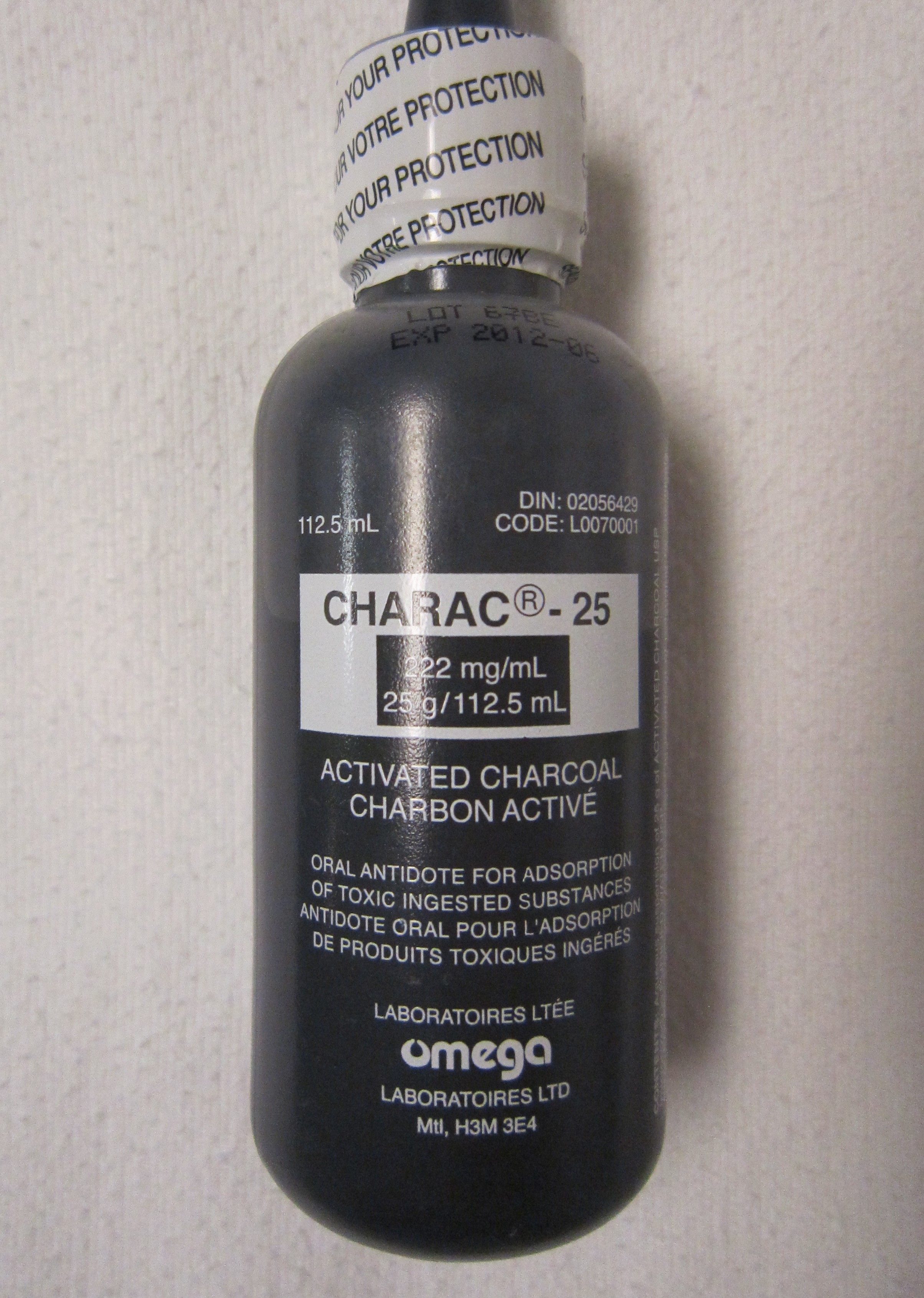
Actieve koolstof

Een medicijnvergiftiging of medicijnintoxicatie is een vergiftiging die optreedt wanneer de patiënt een dusdanige dosis van een medicijn heeft gekregen of genomen, dat er ernstige bijwerkingen ontstaan. Dit kan opzettelijk gebeuren, door een fout of ongeval, of door andere oorzaken.

## Oorzaken

### Opzettelijk
De te grote inname kan in een impuls gedaan zijn, of zijn voorbereid. Meestal betreft het psychiatrische patiënten die een poging tot zelfdoding doen. Dat wil overigens niet conclusief zeggen dat er een weloverwogen doodsverlangen is. Hier zijn psychofarmaca vaak het ingenomen middel.
- Tranquilizers: benzodiazepinen: zijn meestal niet dodelijk, maar wel riskant wegens verslikgevaar tijdens de bewusteloosheid. Tegengif is flumazenil (Anexate); het is verstandig de patiënt op de intensive care te houden tot deze ontwaakt.
- antidepressiva: het verschilt per middel wat de gevolgen zijn.
- antipsychotica: probleem is hier de nare bijwerkingen op spieren en de temperatuurregulatie.

Het gevaar van opzettelijke inname van medicatie is dat dit soms niet beperkt blijft tot één soort medicijn en er vaak ook alcohol of een drug in het spel is. Bijvoorbeeld bij een combinatie van alcohol en een benzodiazepine en zware pijnstillers (zoals tramadol of morfine), is de overlijdenskans vele malen groter dan wanneer men alleen een hoge dosering van bijvoorbeeld een benzodiazepine inneemt.

### Fouten, ongelukken en bijna-ongelukken
Medicijnen moeten goed gecontroleerd worden. De apotheker of apothekersassistent controleert het voorschrift, terwijl ook het klaargemaakte medicijn binnen de apotheek door een andere medewerker gecontroleerd wordt. De patiënt en/of zijn directe zorgverlener is degene die als laatste controleur kan nazien of alles volgens voorschrift is. In het ziekenhuis zijn er allerlei controles ingebouwd bij uitzetten en verstrekken. Het is de bedoeling dat fouten en (bijna)ongelukken die daar worden gemaakt geëvalueerd worden door een speciale commissie. Apotheken en artsen hebben geen zicht op medicatie die wellicht (illegaal) via internet wordt gekocht en daardoor een gevaar kan vormen door eventuele wisselwerkingen of overdoseringen.

### Kinderen
Medicijnen kunnen er voor kleine kinderen uitzien als verleidelijke snoepjes. Ondanks kinderveilige sluitingen en waarschuwingen, ondergaan elk jaar 1000 Nederlandse kinderen een ziekenhuisopname wegens intoxicatie (door medicijnen of anderszins, bijvoorbeeld chloor).

### Andere oorzaken
- Mensen verschillen van elkaar in de snelheid waarmee hun lichaam een medicijn afbreekt. Een middel als fenytoïne, bijvoorbeeld, is eigenlijk alleen goed te doseren met behulp van bepaling van de medicijnspiegel in het bloed. Dit hangt af van een erfelijke eigenschap, het subtype cytochroom P450.
- Er kan sprake zijn van een allergie, bijvoorbeeld voor penicilline.
- Interacties (wisselwerking) tussen medicijnen kan maken dat het medicijn zich heel anders gedraagt, wanneer iemand bijvoorbeeld al veel plaspillen gebruikt, en hij krijgt ineens de volledige dosis van een ACE-remmer, zal de bloeddruk extreem dalen.
- Lithiumcarbonaat geeft een intoxicatie als de patiënt is uitgedroogd, bijvoorbeeld door een combinatie van warm weer en diarree.
- Nier- of leverfunctiestoornissen (aangezien medicijnen door lever, nier of beide worden geklaard, geeft een nier- of leverfunctiestoornis gemakkelijk een te hoge medicijnspiegel, vooral als er een smalle therapeutische breedte is).

## Dosis
Iedere stof kan giftig worden, zelfs water (waterintoxicatie). Of een stof giftig is. hangt af van de dosis, concentratie, toedieningsweg en fysische toestand van die stof. Dat elke stof in principe giftig kan zijn was al bekend in de Middeleeuwen, gezien het beroemde paradigma van Paracelsus: Alle Ding' sind Gift, und nichts ohn' Gift; allein die Dosis macht, daß ein Ding kein Gift ist. Het is dan ook zaak om voorzichtig te doseren en zorgvuldig te werken. Er is echter geen reden om bang te zijn voor medicijnen in het algemeen. Men kan als men bezorgd is over de werking van ingenomen medicijnen, het best zo snel mogelijk contact met een arts opnemen met de nodige informatie over soort medicijn, hoeveelheid en verstreken tijd.

## Behandeling
De behandeling bij een ernstige vergiftiging is als volgt:

### Vitale functies
Stabiliseren van de vitale (levens)functies, met name de ademhaling. Veel dempers van het zenuwstelsel dempen de ademhaling. Als een patiënt buiten bewustzijn is, dreigt verslikken. Bewaking op intensive care zal dan meestal nodig zijn.

### Elimineren van het medicijn
- Maagspoeling: er wordt een slang in de maag gelegd waardoor water ingebracht wordt, dat daarna kan worden opgezogen. Dit is alleen acceptabel als de patiënt bij bewustzijn is, of als er een buis is aangebracht in de luchtwegen (intubatie). Het heeft minder zin naarmate er meer tijd verstreken is. Maagspoeling wordt steeds minder toegepast; er is weinig bewijs voor de effectiviteit
- Darmspoeling: in uitzonderingssituaties;
- Geforceerde diurese: Sommige medicijnen verdwijnen sneller als de patiënt veel plast. Dit kan bereikt worden door een infuus en plaspillen (bijvoorbeeld bij furosemide);
- Dialyse (kunstnier) en MARS (kunstlever);
- Vaak wordt Actieve kool (bijvoorbeeld Norit) toegediend om de opname van het gif in het bloed te belemmeren.

### Tegengif
Soms is het mogelijk een tegengif (antidotum) te geven;
- Benzodiazepinen: flumazenil (Anexate);
- Opiaten: naltrexon (Narcan);
- Antipsychotica: dopamineagonist; Niet altijd een antidotum beschikbaar;
- Paracetamol: acetylcysteïne per infuus (dit vangt vrije radicalen weg die anders na enige tijd levernecrose veroorzaken).

### Psychische ondersteuning
Wanneer er sprake is van opzettelijke vergiftiging is deze daad niet zelden een schreeuw om hulp. Inschakelen van psychosociale of psychiatrische ondersteuning is dan geboden.